# Programa Surveyor

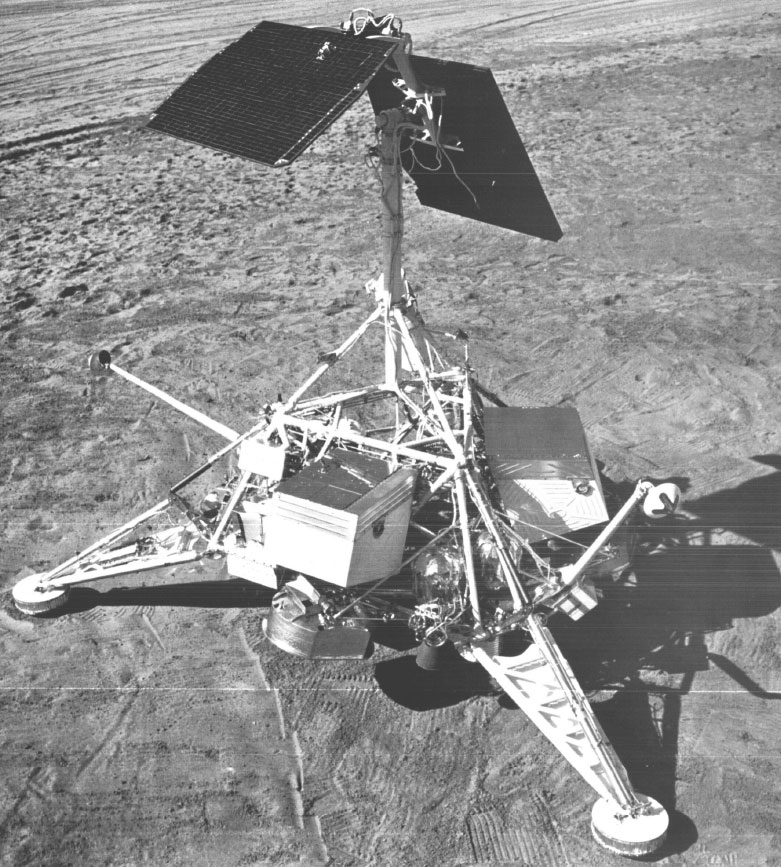
Maqueta de una de las sondas Surveyor.

El Programa Surveyor fue el tercer y último programa estadounidense de sondas lunares automáticas con capacidad fotográfica, de análisis químico y excavación del suelo. 

## Historia
Se trató de 7 misiones con 5 éxitos, lanzadas entre el 31 de mayo de 1966 y el 7 de enero de 1968 y cuyos objetivos en conjunto fueron: posibilidad de realizar alunizajes suaves, transformándose en base lunar, proporcionar información básica y realizar estudios científicos sobre la superficie de la Luna para el Programa Apolo. 
El diseño, desarrollo y construcción de la primera sonda fue realizado por el Jet Propulsion Laboratory el 1 de marzo de 1961 mediante contrato con la Hughes Aircraft Company que encargó su elaboración a la Ryan Electronics, Santa Barbara Research Center, National Waterlift Corp. y Thiokol Chemical Corporation.

## Misiones
- Surveyor 1

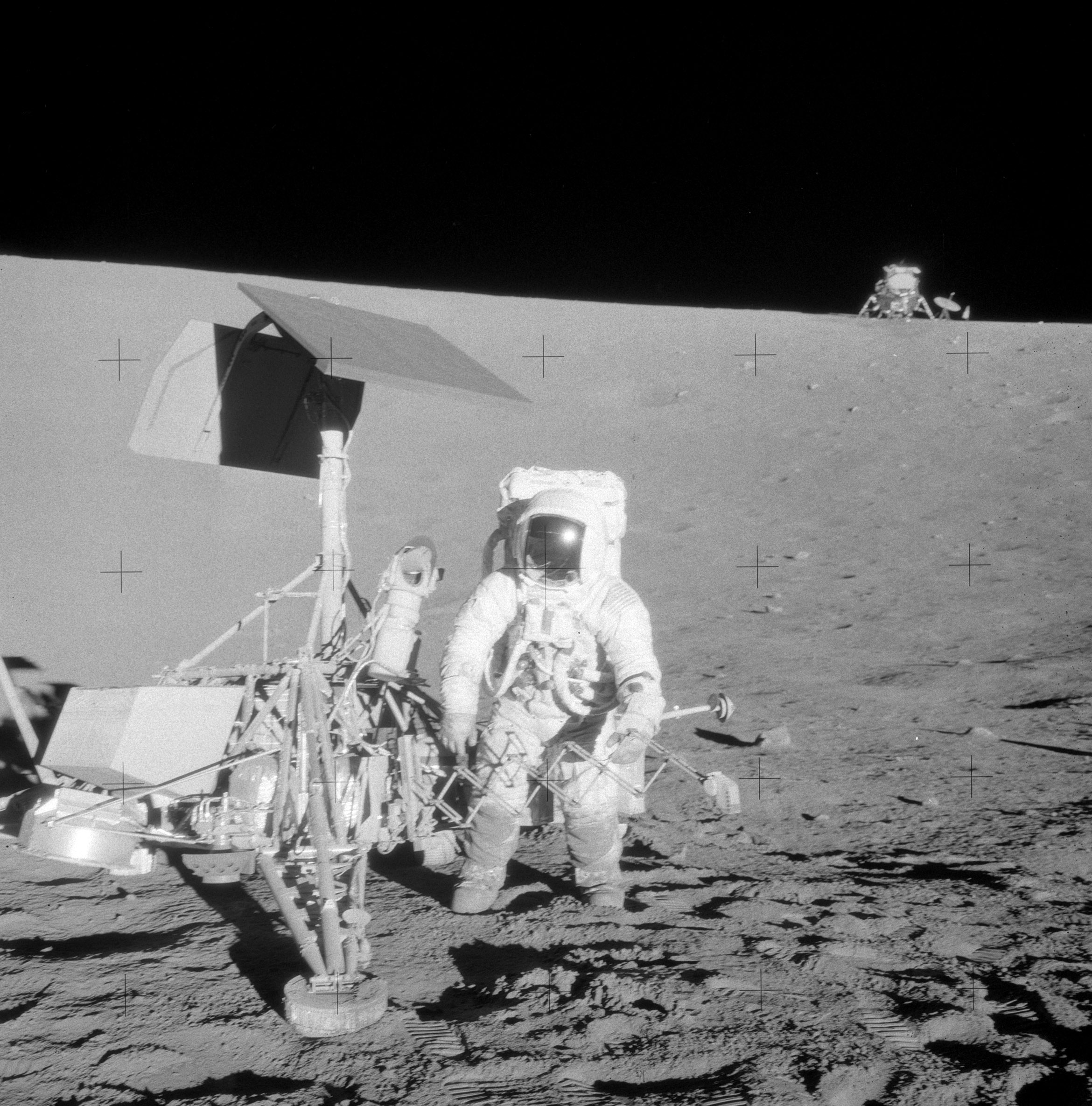
El astronauta Alan Bean del Apolo XII junto a los restos del Surveyor 3

(31 de mayo de 1966 / 2 de junio de 1966)	
- 995 kg
Descendió en el Océano de las Tempestades a una velocidad de 22 m/min. Emitió 11.150 fotografías hasta el 13 de julio de 1966. El último contacto fue el 7 de enero de 1967. Portaba una cámara de TV y más de 100 sensores para medir las condiciones de la nave. Logró probar que el suelo lunar aguanta el peso de una nave, aunque la sonda soviética Luna 9 ya había alunizado meses antes. Alunizó a 2,5ºS-43,2ºW.
- Surveyor 2

(20 a 23 de septiembre de 1966)	
- 1.000	kg
Era una copia del Surveyor 1. Cayó a la superficie lunar por falta de estabilidad y se estrella a 5ºN-25ºW detruyéndose completamente. No se obtuvo, por tanto, ningún dato científico.
- Surveyor 3

(17 a 20 de abril de 1967)	
- 1.005	kg
Descendió en el Océano de las Tempestades, a 2,9ºS-23,3ºO dentro de un cráter de 198 m de diámetro y 15 de profundidad. Con una draga, excavó el suelo lunar, encontrando guijarros a 15,2 cm de profundidad. Envió más de 6.315 imágenes. Fue puesto fuera de servicio el 3 de mayo de 1967, tras dejar de responder debido a las bajas temperaturas soportadas durante 2 semanas en la noche lunar. Sus restos fueron analizados por la misión Apolo XII en noviembre de 1969, para estudiar la contaminación lunar, en experimentos sobre cuarentena.
- Surveyor 4

(14 a 17 de julio de 1967)	
- 1.002	kg
Debía repetir las tareas de las sondas anteriores en una zona del Sinus Medii. Se perdió contacto 3 minutos antes de su alunizaje, estrellándose a 0,4ºN-1,3ºO.
- Surveyor 5

(8 a 11 de septiembre de 1967)	
- 1.065	kg
Descendió  en el Mar de la Tranquilidad, a 1,4ºN-23,2ºE, en el interior de un cráter de 10 m de diámetro y a solo 25 km del lugar destinado al Apolo XI. Llevó a cabo un análisis químico con partículas alfa que reveló la existencia de basaltos lunares. Emitió 19.118 imágenes. Sobrevivió a la primera noche lunar (-150°),  pero la calidad de los datos disminuyó.
- Surveyor 6

(7 a 10 de noviembre de 1967)	
- 1.008	kg
Descendió en el Sinus Medii a 0,5ºN-1,4ºO. Efectuó el primer brinco lunar con un salto de 2,4 metros, ensayo de despegue lunar. Envió 30.100 imágenes. Realizó un estudio de la superficie lunar con partículas alfa. 
- Surveyor 7

(7 a 10 de enero de 1968)	
- 1.491 kg	
Descendió a 40,9ºS-11,5ºO, en el cráter Tycho. Envió 21.274 imágenes. Fotografió la Tierra y Júpiter. Excavó el suelo y analizó el contenido de hierro. Marca el fin de la exploración automática norteamericana.

## Características

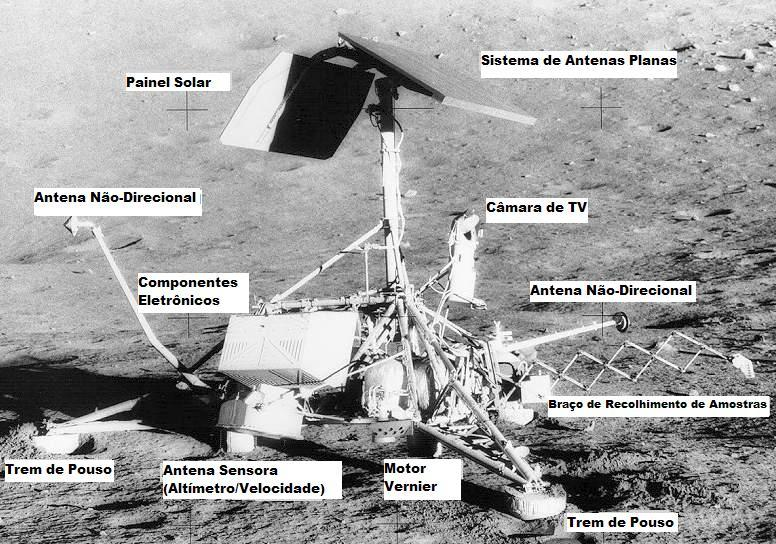
Especificaciones sobre las características de la maqueta.

La estructura de la nave Surveyor consistía en un trípode de aluminio de paredes finas y tubería de interconexión de aparatos con superficies de montaje y accesorios para la energía, comunicaciones, propulsión, orientación, electrónica y carga útil. Un mástil central está extendido a un metro por encima del vértice del trípode. Tres patas de aterrizaje de bisagra se montan a las esquinas inferiores de la estructura. Las piernas contienen los amortiguadores, rompibles, bloques de aluminio de nido de abeja, y la implementación de mecanismo de bloqueo y caminos con fondos rompibles. Las tres almohadillas se extendía a 4,3 metros del centro de la nave Surveyor. La nave medía 3 metros de altura. Las piernas dobladas son para caber la nave en el vehículo de lanzamiento.
Un panel de 855 cm cuadrados con 792 células solares fue montado sobre un posicionador en la parte superior del mástil y genera 85 watts de potencia que se almacena en baterías recargables de plata, zinc. Las comunicaciones se han logrado a través de una antena de alta ganancia en forma de panel montada en la parte superior del mástil central para transmitir las imágenes de televisión, dos antenas omnidireccionales cónicas montados en los extremos de 2 brazos plegables para otras comunicaciones, dos receptores y dos transmisores. El control térmico se logró mediante el uso de pintura blanca, acabados de emisión térmica de IR de alto Grado, y aluminio pulido. Dos compartimentos con control térmico, estaban equipados con mantas de aislamiento, tubos de calor por conducción, interruptores térmicos y pequeños calentadores eléctricos, ellos fueron montadas en la estructura de la nave espacial. Uno de los compartimientos, con temperatura de 5 a 50 grados C, contenía los componentes de comunicaciones y electrónica de energía . El otro, de temperatura entre -20 y 50 grados C, contenía el sistema del comando y procesamiento de señales. La cámara de TV fue montada en la parte superior del trípode y también se montaron medidores de tensión, los sensores de temperatura, y otros instrumentos de ingeniería en la nave espacial. Uno de los equipos fotométricos fueron montados en el extremo de una pierna de aterrizaje y uno en un corto brazo desde la parte inferior de la estructura. Otros paquetes de carga útil, de una misión a otra, fueron montados en varias partes de la estructura.
Un sensor solar, un escáner Canopus y giroscopios proporcionan los conocimientos de actitud en tres ejes de estabilización. La propulsión y el control de actitud usó gas frío de nitrógeno, motores de control de actitud durante las fases de crucero, tres motores de cohetes Vernier durante las fases de potencia, incluido el aterrizaje, y el motor sólido como retrocohete carburante durante el descenso de la nave. El retrocohete era una caja de acero esférica montada en la parte inferior central de la nave. Los depósitos de combustible eran hidrato de hidracina, MON-10 (N2O2 90%, 10% NO) oxidante para el motor Vernier. Cada cámara de empuje podría producir de 130 N a 460 N de empuje , un motor podía rotar para controlar el balanceo. El combustible estaba almacenado en tanques esféricos montados en la estructura de trípode. Para la secuencia de aterrizaje, a una altitud se activó el radar para activar el retrocohete principal de frenado. Después de ello, el retrocohete y el radar fueron expulsados y el altímetro de radar Doppler fue activado. Ellos aportan información al control automático que dirigía el sistema propulsor Vernier. 
Los instrumentos científicos de la Surveyor 1 consistían en dos cámaras - una montada en la parte inferior del marco para la fotografía de aproximación, y otra cámara de televisión para las imágenes, y un espectrómetro de rayos Alfa para estudiar la superficie lunar. También se montó un brazo para la recogida de muestras. Existían a bordo un total de más de 100 sensores de ingeniería. Surveyor 1 tenía una masa de 995,2 kg en el lanzamiento y 294,3 kg en el aterrizaje.

## Programa de vuelo
- Disparo directo mediante un lanzador de la serie Atlas con tramo superior Centauro.
- A 98 km de altitud se desprenden los paneles aislantes.
- A 121 km de altitud se abre el cono de protección del Surveyor mientras los motores empujan a la sonda hacia la Luna.
- La sonda orienta el panel fotoeléctrico hacia el Sol mientras la antena de alto alcance es orientada hacia la Tierra.
- Tras orientarse con la estrella Canopus, el Surveyor efectúa unas correcciones de ajuste mediante unos cohetes
- A 1.609 km de la Luna, la sonda tiene una velocidad de 7.884 km
- A 84 km de la superficie, el motor se activa durante 41 segundos, actuando como retrofreno con un empuje negativo de 4.536 kg. En el momento del encendido, a causa de la atracción lunar la velocidad de la nave es de 9.493 km/h, descendiendo hasta los 110 km/h a 12.000 m de altitud.
- A 305 m, la velocidad es de 116 km/h, descendiendo la nave de forma suave gracias a los cohetes propulsor Vernier guiados por el radar-altímetro.
- A 3,66 metros de altitud sobre la Luna, y con una velocidad de 5,6 km/h, los cohetes de apagan y la sonda cae al suelo en caída libre a una velocidad de 13 km/h, actuando los amortiguadores y las tres suelas en forma de panal situadas bajo las patas.
- Se inician los experimentos previstos.